# Symphylella capicola
Symphylella capicola är en mångfotingart som beskrevs av Michelbacher. Symphylella capicola ingår i släktet findvärgfotingar, och familjen slankdvärgfotingar. Inga underarter finns listade i Catalogue of Life.